# CZ 700
Das CZ 700 ist ein Scharfschützengewehr, das von Česká zbrojovka Uherský Brod in der Tschechischen Republik entworfen und hergestellt wird. Das Nachfolgemodell ist das CZ 750.

## Varianten
Das Modell CZ 700M1 ist etwas leichter und kürzer als die Standardvariante.

## Verweise
- Seite des Herstellers
- world.guns.ru